# Olkusz
Olkusz (Duits: Olkusch, 1939-1945 Ilkenau) is een stad in het Poolse woiwodschap Klein-Polen, gelegen in de powiat Olkuski. De oppervlakte bedraagt 25,66 km², het inwonertal 37.696 (2005).

## Verkeer en vervoer
- Station Olkusz
- Station Olkusz LHS

## Geboren
- Henryk Mandelbaum (1922-2008), Holocaustoverlevende (zat bij het Sonderkommando van het nazivernietigingskamp Auschwitz-Birkenau)

Stadsdistricten:
Krakau (Kraków) · Tarnów · Nowy Sącz

Districten:
Bochnia · Brzesko· Chrzanów · Dąbrowa Tarnowska · Gorlice · Krakau · Limanowa · Miechów · Myślenice · Nowy Sącz · Nowy Targ · Olkusz · Oświęcim · Proszowice · Sucha · Tarnów · Tatra · Wadowice · Wieliczka

Grootste steden:
Bochnia · Chrzanów · Gorlice · Krakau · Nowy Sącz · Nowy Targ · Olkusz · Oświęcim · Tarnów · Zakopane